# ヌル・イズディン
ヌル・イズディン・ビン・モード・ルムサニ（英語: Nur Izzuddin Bin Mohd Rumsani、1997年8月18日 - ）は、マレーシアの男子バドミントン選手。

## 経歴
同い年のゴー・ジーフェイとペアを組む。
2022年のアジア選手権では、準々決勝で中国の任翔宇 / 譚強を破って準決勝に進出。準決勝では、同胞1番手のアーロン・チア / ソー・ウーイックにストレートで敗れ、銅メダルを獲得した。
2024年のアジア選手権では、1回戦で世界ランク2位の姜敏赫 / 徐承宰をストレート破り、準々決勝で東京五輪金メダリストの李洋 / 王齊麟を破る。準決勝でアーロン・チア / ソー・ウーイックをストレートで破るが、決勝で梁偉鏗 / 王昶に敗れ準優勝となった。